# Ліан Росс
Ліа́н Росс (англ. Lian Ross, справжнє ім'я: Йозефіна Гібель, нім. Josephine Hiebel; нар. 8 грудня 1962, Гамбург, ФРН) — німецька співачка, авторка пісень і композиторка. У 1999–2003 роках вокалістка групи Fun Factory. Дружина іспанського музичного продюсера Луїса Родрігеса, відомого по роботі з «Modern Talking». Живе на Майорці.

## Життєпис
Музична кар'єра Жозефіни Гібель розпочалася зі знайомства з Луїсом Родрігесом у 18-річному віці. В 1981 році під псевдонімом Josy були записані перші два сингли «Do The Rock і I Know», а в наступні роки «Mama Say» (1983) і «Magic» (1984).
У 1985 році, присвоївши собі псевдонім Lian Ross, були випущені сингли «Fantasy та Say You'll Never», а під псевдонімом «Creative Connection» — «Call My Name, Scratch My Name» та кавер на пісню гурту «Modern Talking You're My Heart, You're My Soul».
У 1986 році було створено ще один хіт «It's Up To You», який разом із «Fantasy» знаходився на вершині німецьких хіт-парадів та танцмайданчиків протягом багатьох місяців. У тому ж році вона записала сингл «Neverending Love» у двох варіантах («РЕП» та «ПІСНЯ»), на який знято відеокліп. Також «Creative Connection» записала сингл «Don't You Go Away».
Роком пізніше Ліан Росс випустила сингл «Oh Won't You Tell Me». У тому ж році було записано кавер-версію синглу «Do You Wanna Funk».
У 1988 був записаний сингл «Say Say Say», випущений згодом на CD в стилі синтіпоп.
У 1989 році відбулася метаморфоза, пов'язана із записом синглу «Feel So Good» у стилі хаус. На неї було знято 2 відеокліпи, а сам сингл став саундтреком до фільму «Містична піца».
У наступні роки співачка почала записуватись під новими псевдонімами (у різних музичних жанрах), таких як «Dana Harris» (фанк, соул), «Divina» (хаус, регі) або «Tears n' Joy» (євроденс).
У 1991–1993 роках вона займається написанням різних міксів і каверів на відомі пісні, таких як «Gimme Gimme», «Rhythm» is a «Dancer, All That She Wants» та ін.
В 1993 році вона записала сингл «Trying to Forget You» і ремікс на пісню «1985 Fantasy», а роком пізніше — сингл «Keep This Feeling» в 3 варіаціях: «Club Mix», «Out of Galaxy Mix» і «Italo Mix».
Після 1994 року настав тайм-аут у записах як Lian Ross (не рахуючи наступних клубних реміксів «Fantasy» в 1998 і 2004 роках). В той самий час вона зосередилася на написанні текстів, співпраці з іншими виконавцями, а також випуску синглів під новими псевдонімами в різних музичних жанрах, зокрема, в 1995 році як «Tears n' Joy» вона записала свій перший альбом «Enjoy».
Наприкінці 90-х вона переїхала до Іспанії, де її чоловік Луїс заснував «Studio 33».
У 1998 році співачка бере участь у проєкті «2 Ibiza», а роком пізніше вступила до нового складу «Fun Factory», де записала два альбоми: «Next Generation» (1999) та «ABC of Music» (2003).
2003 року приніс ще один альбом «Are You Ready», на якому чути іспанський вплив.
Наприкінці 2004 року, виступаючи на Московському фестивалі Авторадіо «Дискотека 80-х», Ліан Росс дала про себе знати піснями «Say You'll Never» та «Scratch My Name». Роком пізніше вона випустила збірку «The Best Of…» та сингли «I Wanna та Never Gonna Lose».
У 2006–2008 роках Ліан Росс співпрацює з Девідом Таваре, Матіасом Раймом та Олівером Лукасом.
У 2009 році вона випускає кавер-версію пісні «Candi Staton Young Hearts Run Free», яка стала хітом №1 на радіостанціях Іспанії.
Сингл був представлений 25 червня 2010 року на фестивалі в Яніково разом із Gazebo та Едді Ватою, де, окрім прем'єрної пісні, вона виконала також свої найкращі хіти.
У 2013 році вийшов її перший офіційний альбом під назвою «I Got The Beat». 19 серпня 2016 р. виходить другий альбом «And The Beat Goes On»
2020 року вийшов третій альбом 3L.

## Дискографія

### Альбоми
- 1995: Tears n' Joy — Enjoy
- 1998: 2 Eivissa — Oh La La La
- 1998: Negakuss — Neuer Kurs
- 1999: Fun Factory — Next Generation
- 2002: Fun Factory — ABC Of Music
- 2003: 2 Eivissa — Are You Ready?
- 2004: Lian Ross — The Best Of…And More
- 2008: Lian Ross — Maxi-Singles Collection
- 2012: Lian Ross — I Got The Beat

### Сингли
- 1985: Lian Ross Fantasy / Saturday Night (Constant Records / Zyx Records)
- 1985: Lian Ross Say You’ll Never / I Need a Friend (ZYX Records)
- 1986: Lian Ross It’s Up to You (Arrow Records)
- 1986: Lian Ross Neverending Love / Neverending Love 'Rap' (Arrow Records)
- 1987: Lian Ross Do You Wanna Funk / Magic Moment (Chic)
- 1987: Lian Ross Oh Won’t You Tell Me / Reach Out (Chic)
- 1988: Lian Ross Say Say Say (Polydor)
- 1989: Lian Ross Feel So Good (Polydor)
- 1993: Lian Ross Fantasy / Trying to Forget You (Almighty Records)
- 1994: Lian Ross I Will Die For Love (?)
- 1994: Lian Ross Keep This Feeling (Polydor)
- 1996: Lian Ross When I Look Into Your Eyes (?)
- 1998: Lian Ross Fantasy (Remix) (ZYX Music)
- 2004: Lian Ross Fantasy 2004 (Dance Street Records)
- 2005: Lian Ross I Wanna (House Nation)
- 2005: Lian Ross Never Gonna Lose (ZYX Music)
- 2007: Avantgarde Press. Toni Torres feat. Lian Ross On The Road Again (Storm)
- 2009: Lian Ross Young Hearts Run Free (Blanco Y Negro)
- 2012: Lian Ross Minnie The Moocher 2012 (Blanco Y Negro)

участь у записі:
- 2007: Matthias Reim feat. Lian Ross König
- 2008: Bino feat. Jobel A Chi Mi Dice
- 2008: David Tavare feat. Lian Ross Sólo Tu
- 2008: Oliver Lukas feat. Lian Ross La Vita é Bella
- 2012: Oliver Lukas & Lian Ross Liebe

У 2 Eivissa:
- 1998: 2 Eivissa Move Your Body (Tu Tu Tu Tu Ta, Oh La) (Control)
- 1999: 2 Eivissa Bad Girl (Blanco Y Negro)
- 1999: 2 Eivissa I Wanna Be Your Toy (Polydor)
- 2000: 2 Eivissa Viva La Fiesta (Blanco Y Negro)
- 2001: 2 Eivissa El Pelotón (Blanco Y Negro)
- 2002: 2 Eivissa Meaning of My Life (Blanco Y Negro)
- 2003: 2 Eivissa Boy are You Ready (House Nation)
- 2003: 2 Eivissa Fire in the Sky (House Nation)
- 2004: 2 Eivissa Hey Boy (House Nation)
- 2005: 2 Eivissa Amigo (Blanco y Negro)

У Creative Connection:
- 1985: Creative Connection Scratch My Name / Baby, I´m on My Way (Chic)
- 1985: Creative Connection Call My Name / I´m on My Way (Chic)
- 1985: Creative Connection You’re My Heart, You’re My Soul (Special Disco Version) / Dancing to The Beat (TELDEC)
- 1986: Creative Connection Don’t You Go Away / That E-Motion (Arrow Records)

У Dana Harris:
- 1990: Dana Harris My World is Empty Without You / I Need You by My Side (WEA Musik GmbH)
- 1992: Dana Jimmy Mack / Is it Good to You (RCA)
- 2002: Dana Harris Suddenly (DA Records)

У Exotica:
- 1995: Exotica Can You Imagine? (Dance Pool)
- 1996: Exotica I Want Your Sex (Dance Pool)
- 2003: Exotica I Would Die for Love (Limite Records, Bit Music)
- 2004: Exotica What is Love (Limite Records, Bit Music)

У Fun Factory:
- 1999: Fun Factory Sha-La-La-La-La (Marlboro Music)

У Joelle:
- 1995: Joelle Upside Down (BMG)
- 1996: Joelle Let Me Dream Forever
- 1998: Joelle This Must be Love" (BMG)
- 2002: Pierro feat. Joelle I Need Your Love

У Josy:
- 1981: Josy I Know / Gimme More (Teldec)
- 1982: Josy Do The Rock / What´d You Say (Teldec)
- 1983: Josy Mama Say / Stop and Go (Teldec)
- 1984: Josy Magic / Who Said You´re The One (Master Records)

У Tears n' Joy:
- 1993: Tears n' Joy I Will Always Love You / Let’s Groove Tonight (RCA)
- 1993: Tears n' Joy Go Before You Break My Heart / Brand New (RCA)
- 1995: Tears n' Joy Take My Life (Luiggi Records)

У Teeko X:
- 1996: Teeko X We Got to Move (Club Tools)
- 1996: Teeko X feat. Rod D. Killing Me Softly With His Song (Club Tools)

інші проєкти:
- 1985: Loco Loco Mañana (Constant)
- 1985: Chicano Tengo Tengo (TELDEC)
- 1985: Don Luis Y Compania ‎Viva El Amor (FB Records/WEA)
- 1991: Divina Bacardi Feeling (Summer Dreaming)
- 1992: Key Biscayne Rhythm is a Dancer (Polystar)
- 1992: Shona I Love Your Smile (Control)
- 1992: Stockholm Underground Gimme Gimme & Summer Night City (Control)
- 1993: Bass of Spades All That She Wants (Ultrapop)
- 1993: Bass of Spades Wheel of Fortune (Ultrapop)
- 1993: Divina Teenage Revolution (Ultrapop)
- 1993: Hi-Q Feel It (DJ’s Delight)
- 1999: Avant Garde You Got To Be Strong (DJ’s Delight)
- 1994: Hi-Q Let’s Go to Heaven (DJ’s Delight)
- 1996: Boom Boom Club Boom Boom (ROD Records)
- 1996: DJ Pierro Another World (Maad Records)
- 1996: Happy House Celebrate (ROD Records)
- 1996: Jay Jay How Deep Is Your Love / I Wanna Dance With Somebody (MCA Records)
- 1997: Dreamscape I Fear (Eastwest Records GmbH)
- 1999: Cherry If You Believe (Marlboro Music)
- 1999: 2 Funky 2 Funky (Marlboro Music)
- 1999: Negakuss Hambubas (Marlboro Music)
- 1999: Negakuss Das Leben ist Nicht Leicht (Marlboro Music)